# Убити дракона
«Вбити дракона» (рос. «Убить дракона») — радянсько-німецький кінофільм-притча режисера Марка Захарова 1988 року за мотивами п'єси Євгена Шварца «Дракон» 1944 року. Спільного виробництва СРСР — ФРН. Автори сценарію: Григорій Горін, Марк Захаров.
За сюжетом, мандрівний лицар опиняється в місті, де править жорстокий Дракон. Але самі жителі міста так звикли до неволі, що зовсім не хочуть аби їх хтось визволяв.

## Сюжет
Мандрівний лицар Ланселот, далекий нащадок знаменитого Сера Ланселота, тікає від Дракона. Він ховається у воді, звідки його потім дістають рибалки. Ці рибалки розповідають лицареві, що Дракон надзвичайно добрий і кожна людина повинна його знати. Коли Ланселот заперечує їхні слова, рибалки ранять лицаря та, спіймавши в тенета, відправляють у своє місто, що поєднує риси середньовіччя з сучасністю. Ланселоту вдається викрасти ножа та вибратися з тенет.
Бургомістр міста виступає перед своїми поплічниками в похмурому соборі. Там відбувається презентація скульптури Дракона, котрому в жертву призначають безневинну дівчину Ельзу. Ланселот знаходить прихисток у батька Ельзи, архіваріуса Шарлеманя, який змирився зі свавіллям Дракона та виправдовує його злочини: Дракон, мовляв, «багато зробив для міста, звільнив від циган» тощо. Шарлемань віднаджує гостя від думок про вбивство Дракона, кажучи, що єдиний спосіб здолати Дракона — це мати власного. Несподівано в будинок архіваріуса приходять слуги Дракона і слідом він сам. Щоправда, він виявляється не чудовиськом-ящером, а грубим воякою в шинелі та касці. Ланселот зізнається, що прибув убити Дракона, та викликає тирана на двобій. Містяни шоковані його заявою, але Дракон погоджується. Змінюючи вигляд то на шоумена, то на вельможу, він відкидає всі умови, готовий убити лицаря на місці. Та архіваріус втручається в бій, сказавши, що за законом, підписаним самими Драконом, лицаря не можна вбивати непідготованим. Дракон миттю з'їдає документ. Молодий рибалка, що спостерігав за цим, обіцяє розповісти всім про безчестя Дракона, після чого тікає. Дракон погоджується на поєдинок у назначений час, коли Ланселот підготується.
Бургомістр намагається переконати Ланселота відмовитися від бою. Він стверджує, що всі в місті підтримують Дракона і одноголосно засуджують наміри лицаря (хоча слово дає лише поліцаю та одному чоловіку, який говорить щось беззмістовне). Син бургомістра, Генріх, передає Ельзі ножа, схованого у флейті, та підмовляє вбити Ланселота. Генріх обіцяє за це врятувати дівчину від Дракона. Вона вагається, але той переконує Ельзу, що когось вбивають щодня, тож боятися нічого. Дізнавшись про це, бургомістр зізнається, що Дракона добре б убити, але не вірить, що хто-небудь з людей справиться з таким завданням.
Як зброю для Ланселота бургомістр і його син надають ніж і тарілку. Перед двобоєм Дракон каже лицарю, що він марно мріє врятувати жителів міста, бо вони самі не хочуть бути вільними. За його словами, люди не розуміють навіщо їм свобода і отримавши її, повбивають одні одних. Дракон демонструє покірність свого народу, знущаючись з ученого Фрідріхсена, та вбиваючи його малого сина. Матір хлопчика після цього нагороджують орденом, який вона із вдячністю приймає. Дракон востаннє пропонує Ланселоту передумати.
Лицар, розчарований в людях, спускається до підвалу, в якому сховано багато творів мистецтва. Він надихається піти на бій, і освідчується Ельзі в коханні. Вона відповідає, що також кохає його. Дракон, бургомістр і його син вважають, що вона так втирається в довіру, щоб убити лицаря. Та останньої миті дівчина викидає даний їй раніше ніж зі словами, що чим би не закінчився бій, Ланселот уже переміг. Дракон б'є Генріха та обіцяє лицарю, що почне бій раптово.
Рибалка приводить Ланселота до ковалів, які зберігали меч, здатний убити Дракона. Але Дракон набуває своєї справжньої форми та злітає над містом. Тоді рибалка знайомить лицаря з ученим, який дістає шапку-невидимку та повітряну кулю. Сховавши кулю шапкою-невидимкою, Ланселот піднімається в повітря, де зрубує чудовиську одну голову. Бургомістр миттю наказує забити всі вікна в місті дошками й носити пов'язки, щоб люди не спостерігали за боєм. Зі своїми міністрами він вирішує казати людям, начебто Дракон покинув голову за власним бажанням.
Ланселот врешті перемагає Дракона та падає, поранений, у болото. Містяни, відчувши свободу, починають грабувати та вбивати одні одних. Бургомістр спалює всі документи й проголошує себе переможцем Дракона. Він вигадує нову історію з планами битви та «фактами», що доводять його героїзм. Всіх незгідних, зокрема ковалів, бургомістр відправляє до в'язниці, а себе наказує називати віднині президентом. Ельзу готують видати за нього заміж. Містяни тиснуть на дівчину, запевняючи, що вона зможе зробити багато добра.
Ланселот рік після цього живе в печері, впевнений, що люди стали щасливі без Дракона. Рибалка відвідує його та розповідає, що один тиран лише змінився на іншого. Розчарований, Ланселот відмовляється від свого імені. Рибалка дорікає йому в байдужості до тих, кого він раніше хотів захищати. Лицар вирішує повернутися в місто, визволяє ковалів і вривається на церемонію весілля президента. Той погоджується видати Ельзу заміж за лицаря, вдаючи, що так і задумав з самого початку.
Люди сприймають Ланселота як свого нового правителя. Розгніваний лицар наказує кожному вбити Дракона в собі, а якщо ті не погодяться — примусити. Ельза, побачивши яким фанатиком став Ланселот, покидає його. Президент обіцяє, що народ полюбить Ланселота, в Шарлемань каже, що попереду довга зима.
За містом лицар зустрічає дітей, які граються з іграшковим драконом. Їх розважає чоловік, у якому Ланселот впізнає живого Дракона. Лиходій пропонує продовжити битву, але не при дітях. Ланселот відповідає, що не буде чекати.

## В ролях
- Олександр Абдулов — Ланселот
- Олег Янковський — Дракон
- Євген Леонов — Бургомістр
- В'ячеслав Тихонов — Шарлемань, архіваріус
- Олександра Захарова — Ельза, дочка архіваріуса
- Віктор Раков — Генріх
- Олександр Збруєв — Фрідріхсен, вчений
- Франк Мут — молодий рибалка
- Ганна Фроловцева — економка
- Семен Фарада — диригент
- Ігор Фокін — тюремник
- Ольга Сошнікова — дружина Фрідріхсена
- Джамбул Худайбергенов — начальник охорони
- В'ячеслав Полунін — людина з тачкою
- Олександр Філіппенко — коваль
- Василь Петренко — коваль
- Іван Агапов — коваль

## Відмінності від оригінальної п'єси
Екранізація Марка Захарова досить близька до п'єси за сюжетом і за змістом. Дуже відрізняються текст (практично всі репліки написані заново), деякі деталі (у фільмі Ланселот літає на повітряній кулі, а не на килимі-літаку, як у п'єсі), але головне — настрій, значно похмуріший і безнадійніший.
Фільм починається зі сцени на болоті, коли рибалки сіткою виловлюють Ланселота. Також є істотні відмінності другорядних персонажів (у п'єсі Ланселоту допомагають антропоморфні тварини). Вкрай опуклим зроблений образ вченого Фрідріхсена.
В кінцівці фільму фінальні репліки Ланселота за змістом абсолютно розходяться з кінцівкою п'єси. У фіналі п'єси з'являються друзі Ланселота і вони разом збираються ретельно знищувати Дракона в душі кожного городянина. У фільмі ж Ланселот зазначає, що вбивати Дракона в собі містянам доведеться самостійно.

## Доля фільму
Парадоксальною рисою долі «Убити дракона» є дисонанс сюжету та подальших поглядів режисера. Хоча сюжет є антитоталітарним та антифашистським, режисер Марк Захаров підтримав анексію Криму, зовнішню політику РФ, «вважав Володимира Путіна людиною архіобдарованою», а його партію «Єдина Росія» — «безальтернативною партією сьогодні» (на 2016 рік).
Мерія російського міста Іваново в липні 2022 року заборонила «Вбити дракона» до показу.

## Сприйняття
Олег Кудрін в «Укрінформ» у 2018 році вказав на те, що «Вбити дракона» був сміливою критикою тоталітаризму в будь-яких його формах: «Розумні люди швидко зчитали узагальнення, закладене у п'єсі — це не тільки про нацистську Німеччину, але й про будь-яке невільне суспільство, в тому числі і про СРСР». Фільм спершу сприймався як запізніла метафора: «Коли у 1989 році відбулася прем'єра фільму Марка Захарова „Убити Дракона“, то вона, зізнатися, великого ентузіазму та особливого захоплення не викликала […] Якби хтось нам сказав, що він описує наше майбутнє років на двадцять-тридцять вперед, ми б не повірили». Проте путінська Росія що далі, то більше нагадує Драконове місто, а її президент Володимир Путін — Дракона.
Ангеліна Лісіцина в «Мире фантастики» прокоментувала у 2022 році: «„Дракон“ Євгена Шварца вічний і про всі часи. Фільм „Убити дракона“ Марка Захарова, здавалося, застарів ще до прем'єри […] Минуло тридцять років. Нема вже ні Шварца, ні Захарова, ні Абдулова, ні Янковського, ні Тихонова, ні Леонова. Натомість підросли діти. І повстали з мертвих знаки та прапори. І знову йде битва…».
Ланселота неодноразово порівнювали з російським опозиціонером Олексієм Навальним.